# Блащук Микола Іванович
Блащук Микола Іванович (* 31 грудня 1923, Одеса — † 18 серпня 1978, Київ, (похований в Одесі)) — український актор театру і кіно, соліст оперети. Заслужений артист УРСР (1967).

## Життєпис
Народився 31 грудня 1923 року в Одесі. Закінчив Одеське музичне училище.
Працював в Одеському театрі юного глядача, Одеському театрі музичної комедії, Київському театрі оперети (1949—1978). Створені ним «комедійні образи яскраво персоніфіковані, подекуди гротескні. Виконував також ролі героїчного плану й гострохарактерні.»

## Ролі
У театрі
- Микола («Альонушка» В. Гомоляки)
- Андрій, Мішка Япончик («Четверо з вулиці Жанни», «На світанку» О. Сандлера)
- Ной («Біля Чорного моря» Б. Аветисова)
- Остап («Кого я кохаю» М. Полякова)
- Микита («Володимирська гірка» В. Лукашова)
- Френк («Квітка Міссісіпі» Дж. Керна)
- Генка Безсмертний, Дармограй («Севастопольський вальс», «Серце балтійця» К. Лістова)
- Стефан, Попандопуло («Червона калина», «Весілля в Малинівці» О. Рябова)
- Лососино-Островський («Цирк запалює вогні» Ю. Мілютіна)
- Міністр Фраскаті («Фіалка Монмартра» I. Кальмана)
- Герцог Урбіно («Ніч у Венеції» Й. Штраусса)
- Марамбо («Клокло» Ф. Легара)
- Голохвастов («За двома зайцями» В. Рождественського)
- Петро І («Тютюновий капітан» В. Щербачова)

У кіно
- епізод («Дорогоцінний подарунок», 1956)
- Євген Лагода («Долина синіх скель», 1956)[2]
- Бронський («Коли починається юність», 1959)[3]
- Скоморох («Нестерка», 1955)[4]
- Епізодична роль («Повія», 1961)
- Владислав Чернецький («Народжені бурею», 1957)
- Фільм «Гроза над полями», 1958[5]